# Трифонов, Николай Павлович
Николай Павлович Трифонов (2 декабря 1925 — 20 июля 2020) — математик, профессор кафедры алгоритмических языков факультета ВМК МГУ имени М. В. Ломоносова.

## Биография
В 1951 году окончил механико-математический факультет МГУ по кафедре вычислительной математики.
В 1951 году поступил в аспирантуру при кафедре (тогда в очную аспирантуру принимались не более 5 человек). Вместе с В. Г. Кармановым стал первым из защитившихся на кафедре аспирантов (научный руководитель — академик Сергей Львович Соболев).
С 1955 года Н. П. Трифонов работает в Московском государственном университете М. В. Ломоносова в должностях: заведующий математической лабораторией вычислительного центра МГУ (1955—1962); доцент кафедры вычислительной математики механико-математического факультета МГУ (1962—1970); доцент (1970—1971), заведующий (1971—1993) кафедры алгоритмических языков ВМК МГУ; профессор кафедры алгоритмических языков ВМК МГУ (1993—2001).
Был в составе преподавателей, перешедших на сформированный в 1970 году факультет ВМК МГУ в составе кафедры вычислительной математики механико-математического факультета МГУ, заведующим кафедрой алгоритмических языков ВМК МГУ; разработал ряд ставших широко известными учебных пособий для факультета ВМК МГУ. Советник декана факультета ВМК МГУ.
Участник Великой Отечественной войны. Награждён орденом Отечественной войны II степени (1985), медалями «За отвагу» (1947), «За победу над Германией», «За трудовую доблесть» и «Ветеран труда», Почётной грамотой Президиума Верховного Совета РСФСР, нагрудным знаком Минвуза СССР «За отличные успехи в работе», бронзовой медалью ВДНХ.
Лауреат знака отличия «Заслуженный работник высшей школы Российской Федерации».

## Научная и педагогическая деятельность
На факультете ВМК МГУ и механико-математическом факультете МГУ читал основной курс «ЭВМ и программирование». Н. П. Трифонов — один из разработчиков учебных курсов по программированию и задач практикума работы на ЭВМ для ВМК МГУ.
Н. П. Трифонов подготовил 8 кандидатов наук.
Автор более 50 публикаций, в том числе:
- Система автоматизации программирования — М., 1958 (в соавт.)
- Курс программирования — М., Наука, 1965 (соавт. Жоголев Е. А.; переизд.: 1967, 1970)
- Сборник упражнений по Алголу — М., 1975 (переизд.: 1978)
- Программирование на автокоде ЕС ЭВМ — М., Наука, 1982 (соавт. Громыко В. И.)
- Введение в язык Паскаль — М., Наука, 1988 (соавт. Абрамов В. Г., Трифонова Г. Н.)

На факультете ВМК МГУ проводятся юбилейные научные конференции, посвящённые Николаю Павловичу Трифонову:
- К 90-летию Николая Павловича Трифонова (2015)[7]
- К 95-летию Николая Павловича Трифонова (2020)[8].